# Segunda batalla de Bengasi
La segunda batalla de Bengasi fue una batalla entre el ejército leal al líder libio Muamar Gadafi y las fuerzas rebeldes, dentro del marco de la Rebelión en Libia de 2011.

## Desarrollo de la batalla
El 18 de marzo las fuerzas de Gadafi esquivaron Ajdabiya para dirigirse a Bengasi por las carreteras costeras en lugar de esperar a que la ciudad fuera capturada. Por la noche, las tropas leales tomaron las llamadas «puertas del oeste», la entrada sur a Bengasi.
A las 7:30 horas (hora local) del 19 de marzo la artillería de Gadafi comenzó a bombardear la ciudad. Alrededor de las 9:00 las tropas leales entraron por el sur abriéndose paso con tanques y artillería pesada. Tras duros combates, a las 14:30 los rebeldes afirmaron que aún estaban resistiendo.
Durante la batalla, un avión rebelde se estrelló después de que su piloto cayera momentos antes. Se trataba de un MIG-23 y se estrelló a las afueras de Bengasi. La causa del accidente aún no está clara, pero se cree que fue por culpa de un disparo de los propios rebeldes, quienes lo habrían confundido con un avión de Gadafi.
Alrededor de las 16:00 aviones franceses entraron en Libia para el reconocimiento del terreno, el primer paso para la creación de una zona de exclusión aérea. Algunos de estos aviones sobrevolaron Bengasi. A las 18:45 los franceses comenzaron el ataque contra las tropas de Gaddafi destruyendo uno de sus tanques. A las 19:50, ya había destruido cuatro tanques.
Según las últimas noticias, se ha producido una huida en desbandada de las tropas de Gadafi a causa del bombardeo aliado, dándose por finalizada la batalla.